# Mistrzostwa Świata Mężczyzn w Curlingu 1967
Mistrzostwa Świata Mężczyzn w Curlingu 1967 – mistrzostwa rozgrywane były po raz ostatni pod nazwą Scotch Cup. Rywalizacja 8 reprezentacji odbyła się na Perth Ice Rink w Perth (Szkocja). Po raz pierwszy tytuł mistrzów świata zdobyła drużyna z Europy – Szkocja, podczas tych zawodów Kanada nie zdobyła żadnego medalu.

## Reprezentacje
| Kraj              | Skip                | Trzeci          | Drugi             | Otwierający    |
| ----------------- | ------------------- | --------------- | ----------------- | -------------- |
| Francja           | Jean Albert Sulpice | Maurice Sulpice | Phillipe Chambat  | Pierre Boan    |
| Kanada            | Alf Phillips Junior | John Ross       | Ron Manning       | Keith Reilly   |
| RFN               | David Lampl         | Günther Hummelt | Ottmar Paebst     | Rolf Klug      |
| Norwegia          | Erling Brusletto    | Erland Naess    | Kare Oyo          | Einar Rebene   |
| Stany Zjednoczone | Bruce Roberts       | Tom Fitzpatrick | John Wright       | Doug Walker    |
| Szkocja           | Chuck Hay           | John Bryden     | Alan Glen         | David Howie    |
| Szwajcaria        | Franz Marti         | Ueli Stauffer   | Peter Staudenmann | Kurt Maier     |
| Szwecja           | Bob Woods           | Totte Åkerlund  | Bengt af Kleen    | Ove Söderström |

## Wyniki

### Klasyfikacja końcowa
| # | Kraj              |
| - | ----------------- |
| 1 | Szkocja           |
| 2 | Szwecja           |
| 3 | Stany Zjednoczone |
| 4 | Kanada            |
| 5 | Norwegia          |
| 6 | Francja           |
| 7 | RFN               |
| 8 | Szwajcaria        |

### Finał
|         | Wynik |         |
| ------- | ----- | ------- |
| Szkocja | 8 – 5 | Szwecja |

### Półfinały
|         | Wynik |                   |
| ------- | ----- | ----------------- |
| Szwecja | 7 – 6 | Stany Zjednoczone |
| Szkocja | 8 – 5 | Kanada            |

### Round Robin

#### Klasyfikacja
| # | Kraj              | Wygranych | Przegranych |
| - | ----------------- | --------- | ----------- |
| 1 | Stany Zjednoczone | 7         | 0           |
| 2 | Kanada            | 6         | 1           |
| 3 | Szkocja           | 5         | 2           |
| 4 | Szwecja           | 4         | 3           |
| 5 | Norwegia          | 2         | 5           |
| 6 | Francja           | 2         | 5           |
| 7 | RFN               | 1         | 6           |
| 8 | Szwajcaria        | 1         | 6           |

#### Sesje
| Sesja |                   | Wynik   |            |
| ----- | ----------------- | ------- | ---------- |
| 1     | Kanada            | 7 – 5   | Szwecja    |
| 1     | Stany Zjednoczone | 17 – 5  | Francja    |
| 1     | Szkocja           | 34 – 0  | RFN        |
| 1     | Szwajcaria        | 9 - 10  | Norwegia   |
| 2     | Kanada            | 13 – 3  | Szwajcaria |
| 2     | Stany Zjednoczone | 8 – 7   | Szkocja    |
| 2     | Szwecja           | 16 – 5  | Francja    |
| 2     | RFN               | 9 – 8   | Norwegia   |
| 3     | Kanada            | 17 – 8  | Norwegia   |
| 3     | Stany Zjednoczone | 11 – 4  | RFN        |
| 3     | Szkocja           | 21 – 7  | Francja    |
| 3     | Szwecja           | 21 – 1  | Szwajcaria |
| 4     | Kanada            | 17 – 3  | RFN        |
| 4     | Francja           | 11 – 7  | Szwajcaria |
| 4     | Szkocja           | 13 – 7  | Szwecja    |
| 4     | Stany Zjednoczone | 13 – 7  | Norwegia   |
| 5     | Stany Zjednoczone | 12 – 5  | Kanada     |
| 5     | Szwecja           | 12 – 7  | RFN        |
| 5     | Szkocja           | 19 – 6  | Szwajcaria |
| 5     | Norwegia          | 13 – 8  | Francja    |
| 6     | Stany Zjednoczone | 12 – 4  | Szwecja    |
| 6     | Kanada            | 17 – 4  | Francja    |
| 6     | Szkocja           | 13 – 3  | Norwegia   |
| 6     | Szwajcaria        | 15 – 6  | RFN        |
| 7     | Kanada            | 7 – 6   | Szkocja    |
| 7     | Stany Zjednoczone | 14 – 6  | Szwajcaria |
| 7     | Szwecja           | 9 – 5   | Norwegia   |
| 7     | Francja           | 11 – 10 | RFN        |